# Wonderfalls
Wonderfalls je americký komediálně-dramatický fantastický televizní seriál, který byl premiérově vysílán na stanici Fox v roce 2004. Kvůli nízké sledovanosti byl po čtyřech dílech zrušen. Natočeno však bylo 13 epizod, které byly kompletně odvysílány na kanadské stanici VisionTV během podzimu 2004. Seriál se zaměřuje na mladou Jaye Tyler, která pracuje jako prodavačka v obchodě s dárkovými předměty u Niagarských vodopádů, a její rodinu a přátele. Na Jaye však začnou mluvit figurky různých zvířat, jež jí radí, jak má pomáhat ostatním lidem.

## Obsazení
- Caroline Dhavernas jako Jaye Tyler
- Katie Finneran jako Sharon Tyler
- Tyron Leitso jako Eric Gotts
- Lee Pace jako Aaron Tyler
- William Sadler jako Darrin Tyler
- Diana Scarwid jako Karen Tyler
- Tracie Thoms jako Mahandra McGinty